# Век глупцов
«Век глупцов» (англ. The Age of Stupid) — фильм британского режиссёра Франни Армстронг. Финансировался с использованием краудфандинга.

## Сюжет
Действие фильма начинается в 2055 году, в мире, пострадавшем от катастрофических изменений климата: Лондон затоплен, Сидней горит, Лас-Вегас превратился в пустыню, дождевые леса Амазонии сгорели, Индия пострадала в ядерной войне. Неназванный Архивариус хранит знания человечества. Он изучает архивы, чтобы понять, когда начались необратимые изменения и чем они были вызваны.
Он изучает истории шести людей, живших в начале XXI века:
- Элвин ДюВерней — житель Нового Орлеана, пострадавший в результате урагана Катрина;
- Дже Вадья — индийский бизнесмен, запустивший лоу-кост-авиакомпанию GoAir;
- Джамила Бэйауд и Эднэн — дети родом из Ирака, беженцы в Иордании во время войны в Ираке;
- Фернанд Пэрьо — пожилой гид;
- Пьерс Гай — разработчик ВЭС;
- Лайефа Малини — женщина из Нигерии.

## В ролях
- Пит Постлетуэйт — Архивариус
- Элвин ДюВерней — играет самого себя
- Пьерс Гай — играет самого себя
- Лиза Гай — играет саму себя
- Дже Вадья — играет самого себя
- Лайефа Малини — играет саму себя
- Джамила Бэйауд — играет сама себя
- Фернанд Пэрьо — играет самого себя

## Съёмочная группа
- Лоуренс Гарднер — оператор

## Награды
В 2009 году фильм был номинирован на премию British Independent Film Award как «Лучший документальный фильм».